# 張宗昌
張 宗昌（ちょう そうしょう）は、中華民国の軍人。北京政府、奉天派の有力者、山東省の支配者で、詩人として知られる。字は効坤。

## 事跡

### 奉天派での台頭
幼年期から青年期にかけては無頼漢として育つ。辛亥革命では当初山東省にいたが、上海にて陳其美配下の青幇の有力者・李徴五が民軍・上海光復軍を結成したと知るや、民兵500名と馬300頭を連れて3隻に分乗して上海に渡り、参戦を表明。これが李徴五に大変気に入られ、彼の計らいで独立騎兵団団長に任ぜられた
。中華民国成立後の1912年5月に、冷遹の後任で第1軍第3師師長に就任する。また、のち腹心となる褚玉璞を配下の営長として迎え入れている。1913年（民国2年）7月の二次革命（第二革命）では、徐州付近の韓庄で決起した冷遹の救援を命ぜられたが、道中で北洋政府への寝返りを表明し、以後は馮国璋の配下となった。1916年（民国5年）春に陳其美が上海で蜂起すると、張は配下の営長を派遣して陳を暗殺した。この功績により、馮から抜擢されるようになる。同年11月に馮が副総統に就任すると、張は侍従武官長に任命された。
護法戦争が勃発すると、1918年（民国7年）に、張宗昌は蘇軍（江蘇軍）第6混成旅旅長に任命される。江西省へ出征したが、南方政府軍に大敗してしまう。1921年（民国10年）には、軍そのものを運営し得なくなり、江西督軍陳光遠に軍を解散させられた。張はただ1人で北方へ逃亡した。
その後、直隷派の指導者となっていた曹錕に任用されようと願ったが、呉佩孚の反対で失敗に終わる。そこで張宗昌は、奉天派の張作霖を頼った。1922年（民国11年）、張宗昌は、張作霖に叛旗を翻した反乱軍を撃破して、その敗残軍を吸収する。さらに同年冬には、中国国内に逃走してきていたロシア白軍も吸収した。これにより張宗昌は、奉天派でも有力軍人と見なされるようになった。

### 狗肉将軍
1924年（民国13年）の第2次奉直戦争では、張宗昌は鎮威軍第2軍副軍長に任命され、軍功をあげた。戦後、段祺瑞による執政政府が樹立されると、張宗昌は宣撫軍第1軍軍長に任命され、上海に駐屯した。1925年（民国14年）2月、張宗昌は蘇皖魯三省剿匪総司令に任命され、徐州に駐屯した。そして、張作霖の後押しもあって、同年4月、張宗昌は山東軍務督弁に任命された。山東省での張宗昌の支配は、その苛酷さや残忍な処刑等により悪名高く、「狗肉将軍」と呼ばれるほど民衆から憎まれていた。奉天派の他の軍人たちと同様に日本の後ろ盾を得ていたことなどもあって、民国14年5月、青島における日本の紡績工場で起きたストライキには大規模な弾圧を加えた。また、支配の過程でかき集めた大量の私財は、大連の日本資本の銀行に貯蓄していた。
同年10月、浙江軍務督弁孫伝芳が、馮玉祥の国民軍と連携して奉天派への挑戦を開始し、張宗昌もこれを迎え撃った（浙魯戦争）。その後、奉直戦争で一時弱体化していた直隷派の呉佩孚も参戦し、情勢は、国民軍対直隷派・奉天派連合となる。12月、張宗昌は直魯聯軍総司令を自任して、北京の国民軍への攻撃を開始する。1926年（民国15年）4月、張宗昌は、馮の国民軍から北京を奪った。このほか、無学故にかえって旧学への羨望が強かったと見え、北京に入城した際には、華北の各学校で孔子教育の復活を強制するなどしている。

### 敗北、暗殺

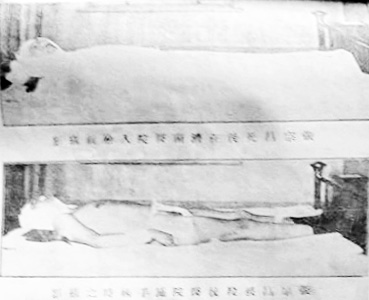
暗殺された張宗昌の遺体

1926年（民国15年）7月に中国国民党は北伐を開始し、呉佩孚と孫伝芳の軍勢を撃破した。張宗昌はこれに対抗して、12月に孫伝芳と共に張作霖を安国軍総司令として擁立し、自身は安国軍副総司令兼直魯聯軍総司令として直魯聯軍を率いて南下した。しかしながら翌1927年（民国16年）以降になると、張の軍勢は北伐軍に安徽省や上海など各地で敗北を重ねた。南京を退却した時には南京事件が起きた。結局張は、山東省へ逃げ戻っている。山東出兵で日本軍の支援を得て一息つくものの、1928年（民国17年）4月に国民革命軍が北伐を再開すると最早劣勢を挽回する余地は無かった。6月4日に張作霖爆殺事件が発生すると張は関外（東北三省）への脱出を図るものの、奉天派を掌握したばかりの張学良が受け入れを拒み、9月に白崇禧軍の追撃を受けて全軍覆滅に至ると日本の保護を求めて大連に逃亡する。
その後も張は山東省での再起を画策し、1929年（民国18年）に日本の支援の下、軍を率いて煙台に上陸するも短期日で撃退され、日本に亡命している。満州事変勃発後の1932年（民国21年）に「抗日」を大義名分として山東省に帰郷して再起を目論むも、9月3日に以前張に処刑された国民軍軍長鄭金声の甥・鄭継成によって済南駅で刺殺された。この暗殺には、山東省政府主席韓復榘が背後で糸を引いていたと言われている。享年52（満51歳）。